# Большой Бугодак
Большой Бугодак — село в Верхнеуральском районе Челябинской области России. Входит в состав Степного сельского поселения.
Село основано в начале XX века в черте Верхнеуральской станичной юрты. В 1930-х гг. появился совхоза «Уральский».
На северной части села обнаружены археологический памятник в виде стоянки каменного века.

## География
Около села находится озеро Большой Бугодак. Расстояние до районного центра города Верхнеуральска 15 км.

## Население
| 2002 | 2010 |
| ---- | ---- |
| 201  | ↘162 |

(в 1926 — 419, в 1966 — 429, в 1970 — 545, в 1983 — 280, в 1995 — 290)

## Улицы
- Мира,
- Озёрная,
- Садовая,
- Суворова.